# ハーバート・リーバーマン
ハーバート・リーバーマン（Herbert Lieberman、1933年6月17日 - ）はアメリカの小説家、推理作家、劇作家。

## 略歴
ニューヨーク州生まれ。ニューヨーク市立大学及びコロンビア大学卒業。ニューヨーク・タイムズ記者や出版編集者を経てリーダーズ・ダイジェストの編集者となる。
1975年、シカゴ大学からチャールズ・サーゲル戯曲賞を受賞。1977年、『死者の都会』（"City of the Dead"）でフランス推理小説大賞受賞。

## 作品
- 『地下道』（Crawlspace(1971)、大門一男訳、角川文庫） 1974

1972年にアーサー・ケネディ、テレサ・ライト主演でTV映画化
- 『魔性の森』（The Eighth Square(1973)、斎藤伯好訳、角川文庫） 1982
- 『水玉模様の夏』（The Brilliant Kids(1975)、中桐雅夫訳、角川文庫） 1983
- 『死者の都会（まち）』（City of the Dead(1976)、広瀬順弘訳、角川書店、海外ベストセラー・シリーズ） 1979
- 『地獄の追跡（マンハント）』（The Climate of Hell(1978)、広瀬順弘訳、角川書店） 1982
- "Night Call from a Distant Time Zone"(1982)
- "Nightbloom"(1984)
- 『グリーン・トレイン』上・下（The Green Train(1986)、広瀬順弘訳、河出書房新社） 1989
- "Shadow Dancers"(1989)
- "Sandman, Sleep"(1993)
- "The Girl with the Botticelli Eyes"(1996)